# 龍泉寺 (東京都港区)
龍泉寺（りゅうせんじ）は、東京都港区にある浄土宗の寺院。

## 歴史
1624年（寛永元年）または元和年間（1615年 - 1624年）、松平信康の開基である。ただ実際の創建者は弟の徳川義直である。
信康切腹後、その遺骨は「瀧の上の小松林の中庵室の傍に埋む」とあり、この「庵室」が信康の菩提を弔うための寺になったものと推測される。かつての名称は「瀧泉寺」であった。
元々は三河国に位置していたが、その後江戸赤坂に移転し、1887年（明治20年）の火災で現在地に移転した。

## 交通アクセス
- 青山一丁目駅より徒歩8分。